# Rußbach
Rußbach là một thị trấn ở huyện Korneuburg thuộc bang Niederösterreich nước Áo. Đô thị Rußbach có diện tích 30,56 km², dân số năm 2001 là 1333 người.